# Elisabeth de Bode
Elisabeth de Bode (Avelgem, ca. 1606 – Heestert, 1659) was een slachtoffer van de heksenvervolging in Europa.

## Leven
Elisabeth de Bode bleef tot haar 22ste jaar in Avelgem wonen. Van daar verhuisde ze naar Heestert, waar zij trouwde met Jan van der Gooten. Bij deze niet onbemiddelde landbouwer kreeg ze minstens drie kinderen: Margriete, Josyne en Jaexcken. Meer personalia zijn er in haar procesdossier niet te vinden.

## Heksenwerk
Elisabeth werd beschuldigd van allerlei misdaden die zij als heks zou hebben gepleegd:
- Bij het oversteken van een beek had zij een man bij de arm gegrepen. Die arm werd meteen dik en lam. De man moest het bed houden. 's Nachts zag iemand die bij hem waakte dat een beest zonder poten of staart bij de haard zat. Hij sloeg ernaar met een brandende stok maar kon het niet raken. Het beest vluchtte onder het bed van de zieke, die riep: 'Ick moet nu sterven, hij bijt mij het herte af.' Iemand besprenkelde het beest met wijwater en het verdween in het niets. De zieke ging dood. Tijdens de foltering bekende Elisabeth dat zij dat beest was geweest.
- Elisabeth had een vrouw pruimen gegeven. Die moest braken, werd ziek en overleed.
- Een man werd erg ziek na het eten van een peer die hij van Elisabeth had gekregen. Hij kreeg hevige pijnen in de hartstreek maar kon door belezing gered worden.
- Een kind dat een okkernoot van Elisabeth opat, werd ziek maar ontsnapte aan de dood door belezing.
- Elisabeth had een botervat betoverd: er kon geen boter meer mee gekarnd worden.
- Elisabeth had ervoor gezorgd dat de varkens geen appels wilden eten.
- Zij had koeien en paarden betoverd.

## Gemeenschap met de duivel
Het proces tegen Elisabeth de Bode vond plaats in Heestert van eind oktober tot 9 december 1659. Baljuw Raepsaet van Heestert wilde weten of de duivel niet bij Elisabeth in de gevangenis kwam en of hij niet met haar 'paarde zoals een man met zijn vrouw'. Dat gaf Elisabeth toe. 'Ja, de duivel is deze nacht bij mij in de gevangenis geweest in de gedaante van een mooie engel, naakt en zonder hemd. Ik heb met hem gepaard zoals jij zegt en na het paren is hij weggegaan.'

## Duivelsteken
Meester Geeraert van Wassenburch, de stadsbeul van Gent, onderzocht op 2 december 1659 Elisabeth de Bode in Heestert. Hij schoor eerst al haar hoofdhaar af en kondigde aan dat hij ook haar schaamhaar zou wegscheren. Elisabeth wilde dit voorkomen en bekende dat zij in haar vrouwelijkheid 'een teken' had. De beul wenste dit te zien en trof in het bovenste deel van haar vrouwelijkheid iets vreemds aan. Hij stak er drie keer de punt van zijn schaar in. Elisabeth voelde, volgens hem, helemaal geen pijn. Zij droeg dus een duivelsteken. Ze werd op 9 december 1659 door het leenhof van Heestert veroordeeld tot wurging en verbranding aan een paal. Haar verbrande lichaam werd tentoongesteld op een rad.